# ヤクプ・ヴェイヘル

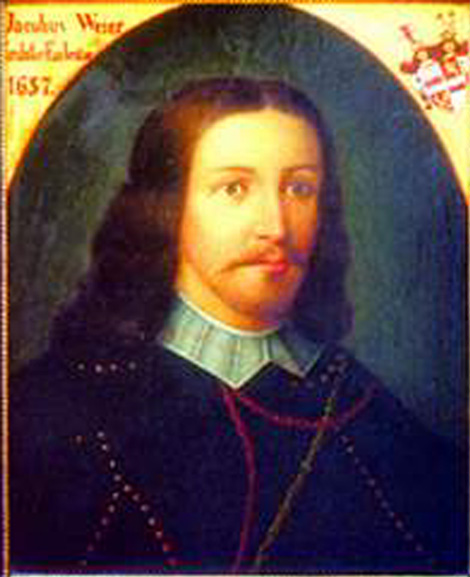
ヤクプ・ヴェイヘル伯爵

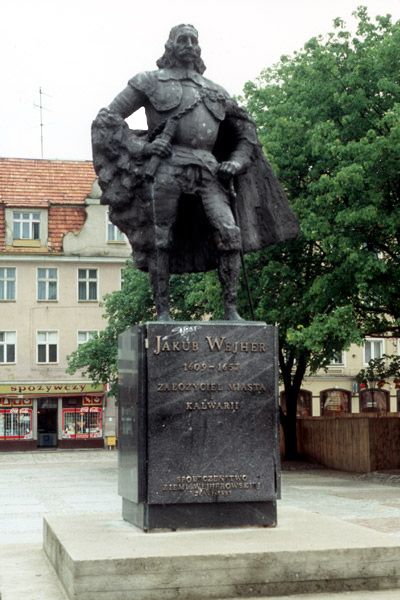
ヴェイヘロヴォの町に立つヤクプ・ヴェイヘルの像

ヤクプ・ヴェイヘルまたはヤーコプ・ヴァイアー（ポーランド語:Jakub Wejher；ドイツ語:Jakob Weiher,1609年 - 1657年2月20日）は、ポーランド・リトアニア共和国のドイツ系貴族、帝国伯爵。プツク城代、フミェルノ城代、マルボルク県知事を務め、チュウフフ、キシュポレク、ビハウの代官を兼ねた。敬虔かつ寛大なマグナートであり、また老錬な軍事指導者として記憶されている。

## 生涯
マルボルク県知事ヤン・ヴェイヘルの息子に生まれた。一族はヴェストファーレンに起源を持つ貴族で、1234年にポンメルンに移住してきたことが記録されている。16世紀前半よりポーランド王国およびポーランド・リトアニア共和国において高級官職にあずかるようになり、ポーランド貴族社会との通婚関係を通じて地位を築いた。
ヤクプは国王ジグムント3世の王子ヴワディスワフの廷臣に取り立てられ、王冠領プロイセンのブラニェヴォにあったイエズス会のコレギウムで学んだ後、イタリアのボローニャ大学に留学した。彼はカトリック教徒として、対抗宗教改革の支持者の一人となった。一族の伝統に従い、ヤクプも若い頃から外国軍に入隊して軍人としての道を歩んだ。1628年から1632年まで、彼は神聖ローマ帝国の三十年戦争にカトリック同盟側で参加し、アルブレヒト・フォン・ヴァレンシュタインの麾下で騎兵連隊の指揮官として従軍した。またこの時期、マルタ島を訪れている。その武勇を認められ、1636年に神聖ローマ帝国の伯爵位に叙せられた。
1632年、ヤクプはポーランドに戻り、それ以後はスモレンスク戦争、大洪水、ロシア・ポーランド戦争、フメリニツキーの乱など共和国の主要な戦争・戦乱に参加した。大洪水の時期、彼は共和国北部にいた多くの指揮官とは違い、敵軍スウェーデンに寝返ることなくマルボルクを防衛し、降伏するまでの2か月の間町を守った。降伏時、彼はスウェーデン軍から自分と麾下の軍勢が安全に退却する保証を与えられた。ヤクプはすぐに共和国の南部にいた国王ヤン2世カジミェシュの下に参じ、侵略者との戦いを続行した。
その目覚ましい働きにより、ヤクプは国王および国会から幾つかの官職を与えられた。マルボルク県知事（1643年より）、またフミェルノ城代、チュウフフ、ジェジュゴン、ビハウ、ブジェホヴォの代官職などである。晩年には100前後の村と5つの都市を治め、年3万3000ズウォティの収入があったという。こうした富のおかげでヤクプは当時の共和国における有力マグナートに数えられ、まらポンメルンで最も富裕な人物の一人だった。
ヤクプは小規模な共和国海軍の軍港ヴワディスワヴォヴォ建設の指揮・監督を務めた。彼はまた自身の名を冠した私領都市ヴァイアースフライ（のちノイシュタット、現在のヴェイヘロヴォ）を建設し、同市にカルヴァリア・ヴェイヘロフスカ教会群（Kalwaria Wejherowska chapel complex, ヴァイアースフライ騎兵教会群）を建立した。この教会はヤクプがスモレンスク戦争中の1634年、ビャワで九死に一生を得たことへの感謝の証として神に捧げたものであった。それ以外にもヤクプは世俗的な建造物だけでなく修道院、教会をいくつか建てている。熱烈なカトリックだったにもかかわらず、ヤクプは宗教的に寛容な領主であり、プロテスタントとの友好的な関係を保った。
ヤクプは1636年、シロンスクの由緒あるドイツ系貴族シャフゴッチュ家の娘アンナ・エリーザベトと結婚し、1652年にリトアニア宮内長官アレクサンデル・ルドヴィク・ラジヴィウ公の娘ヨアンナ・カタジナと再婚した。最初の妻との間に2人の娘を、再婚相手との間に娘1人をもうけた。ヤクプはヴァイアースフライの聖アンナ教会に埋葬された。